# Aruwimi
Aruwimi je řeka v Demokratické republice Kongo. Je pravým přítokem Konga. Je 1 300 km dlouhá. Povodí má rozlohu 116 100 km².

## Průběh toku
Pod jménem Ituri pramení v Modrých horách západně od Albertova jezera. Nejprve teče přes planinu a poté přes Konžskou pánev. Je na ní mnoho vodopádů a peřejí.

## Vodní režim
Zdrojem vody jsou převážně dešťové srážky. Nejvodnější je od března do října.

## Využití
Na dolním toku je rozvinutí vodní doprava.

## Historie
V letech 1887-89 tok řeky zkoumal Henry Morton Stanley.